# Знамённая скоба
Знамённая скоба́ — прямоугольная пластина с выгравированным текстом, согнутая в трубку, которая охватывает древко знамени (или штандарта) ниже полотнища.
В Российской империи бронзовая вызолоченная пластина шириною в 6,7 сантиметра была установлена с 25 июня 1838 года на знамёна и штандарты всех существующих частей. На скобе гравировались следующие надписи: в верхней строке — монограмма (вензель) Государя — основателя части, год основания и первоначальное название части, в середине — вензель Государя (или государей), пожаловавшего отличие (если Знамя Георгиевское или за отличие) и надпись отличия. В нижней строке располагался вензель Государя, пожаловавшего знамя, год пожалования и название части на этот момент.

В 1884 г. Высочайше повелено В. полку на скобах знамён иметь вензель Петра Великого и надпись: «1700, пехотные Ивана Кулома В. и фон Вердена луцкий полки». На скобе знамени 2-го батальона, кроме того, надпись: «1814 г., 45-му егерскому полку, за отличие в войне против французов 1812, 1813 и 1814 гг.».— Выборгский 85-й пехотный полк // Энциклопедический словарь Брокгауза и Ефрона : в 86 т. (82 т. и 4 доп.). — СПб., 1890—1907.